# تک‌چهره یک بانو (ماس)
تک‌چهره یک بانو یک نقاشی رنگ روغن از نیکولاس ماس است. ماس این نقاشی را در سال ۱۶۷۷ کشیده‌است.